# 曽我淳
曽我 淳（そが じゅん、1934年3月15日 -2020年5月4日 ）は消化器外科医、外科病理学者（米国病理学会American Board of Pathology認定）、新潟大学名誉教授、日本人。
病理学者として、多数の臓器に発生する悪性腫瘍であるカルチノイド腫瘍（Carcinoid) およびその類縁腫瘍（神経内分泌腫瘍）の疾患概念の確立に大きく寄与した。。氏が発表した カルチノイド腫瘍の組織学的分類は「曽我分類 (Soga's classification)」として国際的に認知されている。。神経内分泌腫瘍に関する先駆的な疫学分析研究でも知られ、ENETS(欧州神経内分泌腫瘍学会）のLife Achievement Awards（2008）、Oberndorfer Prize（2008）など複数の国際学会賞を受賞している。
消化器外科学分野においては、国内外で医療人の育成に尽力した。JICAの要請により数か国の開発途上国に赴き、現地の消化器外科医らへの手術手技指導や切除標本の病理学的診断の教育などを行った。

## 主要論文
1. ↑  J.Soga, K.Tazawa,  Pathologic analysis of carcinoids. Histologic reevaluation of 62 cases. Cancer 28(4) : 990-998, 1971.
2. ↑  J.Soga,K.Tazawa,O.Aizawa,K.Wada,T.Tuto, Argentaffin cell adenocarcinoma of the stomach : An atypical carcinoid? Cancer 28(4) : 999-1003, 1971.
3. ↑  J.Soga, Early-stage carcinoids of the gastrointestinal tract. An analysis of 1914 reported cases. Cancer 103 (8) : 1587-1596, 2005.
4. ↑  J.Soga,Carcinoids of the pancreas : An analysis of 156 cases. Cancer 104 (6) : 1180-1187, 2005.

## 著書
『CARCINOID & Relevant Endocrinomas Endocrinocarcinomas(ECCs) Neuroendocrinomas(NECs)  4th Edition』出版サポート大樹舎　2014 